# Jen Bartel
Jen Bartel es una ilustradora y dibujante de cómics estadounidense, conocida por su trabajo para Marvel Comics e Image Comics. Cocreó el cómic Blackbird para Image con Sam Humphries. Ganó un premio Eisner por su trabajo como artista de portada en 2019.

## Carrera
Bartel fue seleccionada para trabajar en portadas de cómics mainstream después de que publicó su fan arts en las plataformas de redes sociales.
Bartel hizo las portadas de Star Wars: Mujeres de la Galaxia y DC: Mujeres de Acción, ambas publicadas por Chronicle Books.
Creó diseños gráficos para los zapatos de la marca Adidas con los personajes de Capitana Marvel y Thanos, vinculado con los lanzamientos de las películas Capitana Marvel y Avengers: Endgame en 2019.
Bartel también creó diseños gráficos para las corporaciones Puma y Foot Locker con el personaje del Universo Extendido de DC, Harley Quinn, programado para coincidir con el lanzamiento de la película Aves de presa.
Actualmente trabaja como portadista para la serie de cómics de She-Hulk de la editorial Marvel Comics.

## Premios
Ganó un premio premio Eisner por su trabajo como artista de portada en Blackbird (Image) y Submerged (Vault) en 2019, y fue nominada en 2020.
En 2018, el cómic de Marvel America, en el que Bartel contribuyó como un artista entre 18 creadores, fue nominado para un premio en los GLAAD Media Awards.